# Керч (середній морський танкер)
«Керч» — середній морський танкер проекту «Дубна», який входив до складу Військово-морських сил України. Мав бортовий номер U758.

## Історія
Невеликий військовий танкер, побудований в Фінляндії фірмою Rauma-Repola для Радянського Союзу в 1974 році. Серія цих кораблів складалася з чотирьох танкерів, один з цих кораблів — «Свента» — служив на Чорноморському флоті. Основне призначення судів даного проєкту — це забезпечення кораблів і підводних човнів дизельним паливом, мазутом, авіаційним гасом, моторним мастилом, водою і продовольством. На цих суднах є можливість передачі на ходу, траверзним і кільватерним способом. Середній морський танкер «Свента» був закладений на корабельні «Репола» в фінському місті Раума (заводський № 245), спущений на воду 25 серпня 1978 року, та почав експлуатуватись у квітні 1979 року корабель увійшов до складу Чорноморського флоту. Згідно з Договором про розділ Чорноморського флоту 1997 року танкер «Свента» відійшов Україні, де отримав нову назву «Керч» (бортовий U758). Продан приватній кіпрській компанії у 2000 році з перейменуванням в «Kertch» (IMO 7710989). У 2004 році корабель був списаний і розібраний на метал в Читтагонзі (Бангладеш).